# Pawieł Dybienko

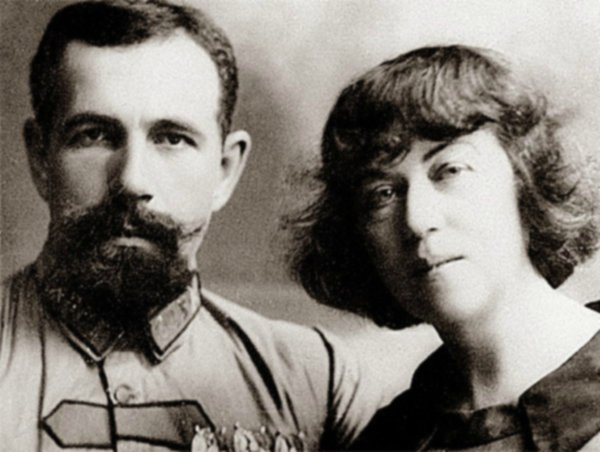
Pawieł Dybienko i Aleksandra Kołłontaj

Pawieł Jefimowicz Dybienko (ros. Павел Ефимович Дыбенко, ukr. Павло Юхимович Дибенко, trans. Pawło Juchymowycz Dybenko (ur. 16 lutego?/28 lutego 1889 w Ludkowie w powiecie nowozybkowskim guberni czernihowskiej, zm. 29 lipca 1938 w miejscu egzekucji Kommunarka) – rosyjski i radziecki marynarz pochodzenia ukraińskiego, bolszewik, uczestnik rewolucji październikowej, jeden z organizatorów przewrotu w Piotrogrodzie w listopadzie 1917 r., a następnie rozpędzenia Zgromadzenia Konstytucyjnego w styczniu 1918 r. Uczestnik wojny domowej w Rosji, następnie dowódca Środkowoazjatyckiego i Nadwołżańskiego Okręgów Wojskowych, od 1935 r. komandarm II rangi Armii Czerwonej. W 1937, w okresie wielkiego terroru, brał aktywny udział w organizacji czystki w Armii Czerwonej. 26 lutego 1938 sam został aresztowany i w lipcu 1938 r. stracony.

## Życiorys

### Życie i działalność do 1917 r.
Pochodził z ubogiej rodziny chłopskiej pochodzenia ukraińskiego. Nie ukończył nauki w szkole średniej. Do momentu powołania do wojska i wcielenia do Floty Bałtyckiej w 1912 r. pracował jako doker.
Według niektórych źródeł od 1912 r. działał w partii bolszewickiej, jednak kwestia ta nie jest całkowicie jasna – być może Dybienko był jedynie sympatykiem rosyjskich socjaldemokratów, bez opowiadania się po stronie bolszewików lub mienszewików. Według Pawła Wieczorkiewicza nie prowadził żadnej działalności, tylko raz wziął udział w partyjnym zebraniu. Do 1915 r. służył na okręcie liniowym Imperator Paweł I. Według oficjalnej biografii został skazany za organizację buntu na okręcie, w rzeczywistości jednak nie był jego organizatorem. Po sześciu miesiącach pobytu w więzieniu został zwolniony i skierowany na front do służby w piechocie. Następnie przeniesiono go na transportowiec „Szcza”.

### Rewolucja 1917 r.
W czasie rewolucji lutowej został uwolniony i wybrany na przewodniczącego Komitetu Centralnego Floty Bałtyckiej. W marcu 1917 r. został również wybrany do rady robotniczej i żołnierskiej w Helsingforsie oraz do mieszanego, bolszewicko-mienszewickiego, miejskiego komitetu socjaldemokratów. Był przeciwnikiem Rządu Tymczasowego. 4–5 lipca 1917 r. brał udział w zamieszkach w Helsinkach (w tym samym czasie miały miejsce antyrządowe wystąpienia żołnierzy także w Piotrogrodzie). Chociaż nie był zwolennikiem wystąpienia marynarzy przeciwko rządowi, uważając, że nie miało szczególnych szans na sukces, podczas zamieszek publicznie odczytał fałszywy telegram z Piotrogrodu, w którym pisano o przejęciu władzy przez rady. 11 lipca Dybienko, Nikołaj Chowrin i 13 innych członków Komitetu Centralnego Floty Bałtyckiej po przybyciu do Piotrogrodu zostało oskarżonych o sprowokowanie powstania i zdradę stanu. Został aresztowany i osadzony w więzieniu w Piotrogrodzie. W sierpniu 1917 r. marynarze Floty Bałtyckiej zażądali od Rządu Tymczasowego zwolnienia wszystkich piętnastu. Żądanie zostało spełnione w odniesieniu do czternastu, ale Dybienko, uznany za głównego prowodyra buntu, pozostał w więzieniu do 4 września. Wyszedł na wolność po wpłaceniu kaucji w wysokości 5 tys. rubli. 16 września 1917 r. był przewodniczącym II zjazdu delegatów Floty Bałtyckiej, zdominowanego przez lewicowych radykałów. Proklamacja zjazdu wzywała do zawarcia pokoju, przekazania ziemi komitetom chłopskim i oddaniu fabryk pod kontrolę robotniczą.
Uczestniczył w przygotowaniu przewrotu bolszewickiego w Piotrogrodzie, będąc w kontakcie z przywódcami bolszewickimi w stolicy Rosji – sam przebywał w tym czasie w Helsingforsie. 24 października (6 listopada) otrzymał tam telegram od Władimira Antonowa-Owsiejenki, wzywający go do sprowadzenia marynarzy i okrętów do Piotrogrodu. Wiadomość ta była umówionym sygnałem do buntu przeciwko Rządowi Tymczasowemu. W odpowiedzi Dybienko zapewnił, że okręty pojawią się w rosyjskiej stolicy następnego dnia rano. On również przekonał przewodniczącego komitetu marynarzy krążownika Aurora, by okręt pozostał w Piotrogrodzie w nocy z 25 na 26 października (7 na 8 listopada) i wziął udział w obaleniu rządu.
Wspólnie z Antonowem-Owsiejenką brał udział w organizacji oddziałów marynarzy, które powstrzymały w Gatczynie marsz Kozaków dońskich generała Piotra Krasnowa na Piotrogród na wezwanie Aleksandra Kiereńskiego. Oddział marynarzy pod dowództwem Dybienki był bliski wzięcia samego Kiereńskiego do niewoli. Następnie Dybienko zdołał przekonać niezdecydowanych Kozaków do przejścia na stronę bolszewików.

### Wojna domowa w Rosji
Dybienko wszedł do pierwszego rządu bolszewickiego (Rady Komisarzy Ludowych) jako członek triumwiratu kierującego Komitetem Spraw Wojskowych i Morskich. Odpowiadał w nim za marynarkę wojenną; pozostałymi członkami komitetu byli Nikołaj Podwojski i Władimir Antonow-Owsiejenko. Oprócz niego Najwyższą Radę Marynarki, która miała zarządzać rewolucyjną flotą, tworzyli przedstawiciel marynarzy oraz przedrewolucyjny oficer, Modiest Iwanow. W końcu stycznia Najwyższą Radę Marynarki zastąpił zarząd, do którego, poza jednym oficerem marynarki handlowej, weszli już tylko bolszewicy (obok Dybienki jeszcze Fiodor Raskolnikow i Wachramiejew). Współuczestniczył w rozpędzeniu w styczniu 1918 demokratycznie wybranego parlamentu Rosji – Konstytuanty. W tym samym miesiącu jego popularność wśród marynarzy zaczęła spadać. Krytykowano go za zapędy dyktatorskie, zarzucano ignorowanie oczekiwań załóg okrętów, niechęć do tłumaczenia komitetom okrętowym swoich posunięć. Dybienko był też uzależniony od kokainy i alkoholu, prowadził wystawny tryb życia.

#### Klęska pod Narwą i wydalenie z partii
Był przeciwny zawarciu traktatu brzeskiego. Obok lewicowego eserowca Isaaka Sztejnberga, ludowego komisarza sprawiedliwości, najgłośniej opowiadał się za wojną rewolucyjną. Po rozpoczęciu ofensywy wojsk niemieckich w 1918 r. wezwał część okrętów znajdujących się na Bałtyku do podjęcia działań obronnych, inne zaś do wycofania się do Piotrogrodu i Kronsztadu. Jego rozkaz, by podjąć walkę z wojskami szwedzkimi, które wylądowały na Wyspach Alandzkich, został jednak odrzucony. 23 lutego 1918 r. Dybienko na czele sformowanego przez siebie oddziału 1600 marynarzy Floty Bałtyckiej został oddelegowany do zatrzymania ofensywy wojsk niemieckich na Narwie, naturalnej linii obrony Piotrogrodu. Następnie miał przejść do kontrofensywy i odzyskać całą gubernię estońską, w tym Rewel (Tallinn). 28 lutego Niemcy, wykorzystując linie kolejowe, dotarli w okolice miasta Narwy. Marynarze stoczyli z nimi bitwę na zachód od miasta, po czym wycofali się. Dybienko wraz ze sztabem uciekł z panice do Jamburga. Odmówił wykonania rozkazu Parskiego, dowódcy miejscowych sił czerwonych, by wrócić i bronić miasta. Narwa została opanowana przez Niemców.
W marcu 1918 r. Dybienko, razem z lewicowymi eserowcami i tzw. lewicowymi komunistami Aleksandrą Kołłontaj, Władimirem Smirnowem i Walerianem Obolenskim odszedł z rządu. Na proces przed trybunałem rewolucyjnym w sprawie swojej postawy pod Narwą oczekiwał w Samarze. Jego rozprawa odbyła się w maju 1918 r. Ostatecznie, dzięki wstawiennictwu żony Aleksandry Kołłontaj i poparciu ze strony marynarzy, został uniewinniony (uznano, iż jego działania tłumaczył brak kompetencji wojskowych), jednak na kilka lat stracił znaczącą pozycję wśród przywódców rewolucyjnej Rosji. Usunięto go nawet z partii bolszewickiej.

#### Działalność na Ukrainie
Podczas ofensywy wojsk radzieckiego Frontu Południowego na Ukrainę, rozpoczętej na przełomie lat 1918 i 1919, Dybience powierzono dowodzenie 1 Dywizją Zadnieprzańską. 27 stycznia po kilkudniowych walkach zdobył Jekaterynosław. Jego dywizji podlegały oddziały anarchistów Nestora Machny, które po zawarciu porozumienia z bolszewikami zostały do niej włączone jako 3 brygada (następnie włączono je w skład Frontu Południowego), a także oddziały atamana Hryhorjewa, jako 1 brygada.
W kwietniu 1919 r. siły pod dowództwem Dybienki opanowały Krym, gdzie proklamowana została Krymska Socjalistyczna Republika Radziecka. Dybienko został w niej komisarzem spraw wojskowych i morskich oraz dowódcą Krymskiej Armii Czerwonej. Dowodzone przez niego siły brały udział w stłumieniu buntu Hryhorjewa. 1 kwietnia dowodzona przez Dybienkę Dywizja Zadnieprzańska włączyła się do bitwy o Donbas, opanowała Mariupol i zbliżyła się na odległość 30–40 km od Taganrogu, jednak już trzy dni później została zmuszona do wycofania się przez jednostki białej kawalerii gen. Władimira Maj-Majewskiego. W czerwcu 1919 r. Dybienko należał do rady kierującej obroną republiki krymskiej przed atakiem białych Sił Zbrojnych Południa Rosji, które 12 czerwca wysadziły na półwyspie desant. Czerwoni ponieśli klęskę i musieli ewakuować się z Krymu.
Dowodzone przez niego jednostki wielokrotnie dopuszczały się grabieży, gwałtów i rabunków. W lipcu-sierpniu 1919 r. jego 58 dywizji strzeleckiej, sformowanej w lipcu 1919 r. z resztek Krymskiej Armii Czerwonej, powierzono obronę Mikołajowa przed ofensywą Sił Zbrojnych Południa Rosji. Faktycznie jednak Dybienko i jego żołnierze zajmowali się głównie rabunkiem. Ostatecznie miejscowi bolszewicy aresztowali Dybienkę, a jego siły rozpierzchły się – czerwonoarmiści zbiegli do Odessy lub dołączyli do sił Machny. 21 lipca 1919 r. Dybienkę na stanowisku dowódcy zastąpił Iwan Fiedko. Fatalna postawa Dybienki i jego dywizji była jednym z powodów, dla których dowództwo 12 Armii z Ioną Jakirem na czele zdecydowało o rezygnacji z obrony Odessy i o wycofaniu się na północ.
W 1921 był jednym z dowódców pacyfikacji zbuntowanego Kronsztadu. Po stłumieniu buntu marynarzy został mianowany nowym komendantem Kronsztadu. Rok później został ponownie przyjęty do partii.

### Dalsza kariera w Armii Czerwonej
W 1922 Pawieł Dybienko ukończył Akademię Wojskową. W 1928 r. został dowódcą Środkowoazjatyckiego Okręgu Wojskowego, gdzie organizował ekspedycje karne przeciwko basmaczom. W 1931 r. został skierowany na dalsze studia do Berlina, na których uznano go jako człowieka całkowicie niekompetentnego w sprawach wojskowych. Po powrocie do kraju objął stanowisko dowódcy Nadwołżańskiego Okręgu Wojskowego, gdzie w 1936 r. znalazł się w konflikcie ze swoim zastępcą komkorem Iwanem Kutiakowem, który odmawiał wykonywania jego rozkazów i publicznie się mu sprzeciwiał, pragnąć udowodnić niekompetencję Dybienki. Na własną prośbę Dybienko został w maju 1937 r. przeniesiony na inne stanowisko – członka Rady Wojennej Syberyjskiego Okręgu Wojskowego. W czerwcu tego samego roku mianowano go natomiast dowódcą Leningradzkiego Okręgu Wojskowego.
11 czerwca 1937 r. był w składzie Trybunału Specjalnego, który skazał na śmierć siedmiu wysokich rangą dowódców Armii Czerwonej: marszałka Michaiła Tuchaczewskiego, komandarmów I rangi Ionę Jakira oraz Ijeronima Uborewicza, komandarma II rangi Augusta Korka, komkorów Witalija Primakowa, Borisa Feldmana, Roberta Ejdemana i Witowta Putnę. Proces miał charakter pokazowy, a postawione zarzuty szpiegostwa i spisku antypaństwowego były całkowicie fałszywe.

### Aresztowanie i śmierć
W Leningradzkim Okręgu Wojskowym Dybienko kontynuował prowadzenie czystek w Armii Czerwonej, osobiście wskazując oficerów do aresztowania. Równocześnie zarządzający leningradzkimi strukturami NKWD Leonid Zakowski dążył do zgromadzenia kompromitujących materiałów przeciwko samemu Dybience, gromadząc dawne donosy podwładnych, w tym takie zarzucające Dybience sympatie trockistowskie oraz obciążające, wymuszone zeznania niedawno aresztowanych oficerów. Do tego Dybienko nie radził sobie z obowiązkami dowódcy okręgu, które przekraczały jego kompetencje, nadal również pił i pogardliwie traktował podkomendnych. 25 stycznia otrzymał tekst uchwały KC WKP (b), w której zarzucano mu współpracę z wywiadem niemieckim i „podejrzane stosunki” z pracownikami wywiadu amerykańskiego, a także pijaństwo i niemoralny tryb życia oraz rozgłaszanie tajemnic wojskowych i państwowych. 30 stycznia w liście do Stalina usiłował przekonywać, iż zarzuty były bezpodstawne. Krótko potem otrzymał stanowisko wicekomisarza leśnictwa i przemysłu drzewnego oraz propozycję uzupełnienia studiów wojskowych w trybie eksternistycznym. Następnie odebrano mu również to stanowisko i wyznaczono na dyrektora trustu Kamlesospław. Podczas podróży służbowej za Ural 26 lutego 1938 został aresztowany przez NKWD.
Poddany torturom podczas śledztwa, przyznał się do stawianych mu zarzutów: pracy dla carskiej tajnej policji w latach 1915–1917, uczestnictwa w antypaństwowych spiskach Rykowa, Bucharina i Tuchaczewskiego oraz szpiegostwa na rzecz Stanów Zjednoczonych. Obciążył również swoimi zeznaniami całą grupę oficerów, w tym marszałków Aleksandra Jegorowa oraz Siemiona Budionnego i komkora Jelisieja Goriaczowa. 29 lipca 1938 został skazany pod zarzutem szpiegostwa na śmierć przez rozstrzelanie przez Kolegium Wojskowe Sądu Najwyższego ZSRR  i tego samego dnia stracony w miejscu egzekucji Kommunarka pod Moskwą, gdzie został pochowany anonimowo.
Zrehabilitowany 16 maja 1956 postanowieniem Kolegium Wojskowego SN ZSRR.

## Rodzina

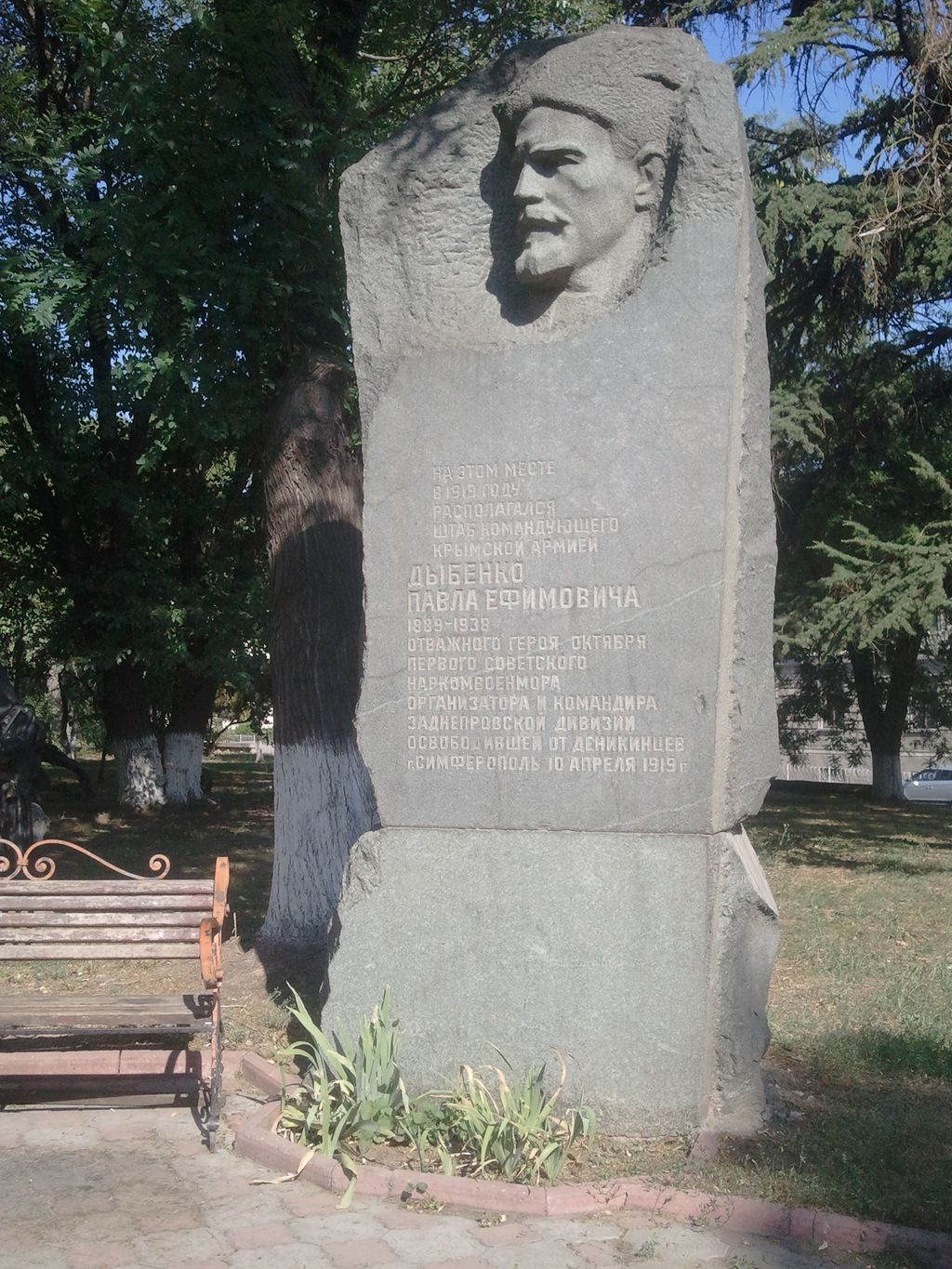
Pomnik Dybienki w Symferopolu

W latach 1918–1922 był mężem czołowej działaczki bolszewickiej Aleksandry Kołłontaj, która pomogła mu w rozwoju kariery wojskowej po rewolucji 1917 r.

Przystojny Ukrainiec Pawieł Dybienko... urzekł Kołłontaj i swoją powierzchownością, i niemal brutalnym podejściem do seksu. Wywiązał się romans, a starsza o 17 lat Aleksandra nie kryła szczęścia. Na zdjęciach tej pary widać wyraźnie, że jej oczy, zawsze wpatrzone w Pawieła, płoną ogniem. Niestety, Dybienko... okazał się alkoholikiem i erotomanem cieszącym się wielkim wzięciem u kobiet .

Ich małżeństwo rozpadło się z powodu licznych zdrad Dybienki, jego wystawnego trybu życia i nałogów. Następnie ożenił się z Walentiną Stiefanowską, z którą rozwiódł się na początku lat 30., podejrzewając, iż zdradzała go z Aleksandrem Siediakinem (który faktycznie został jej drugim mężem). Trzecią żoną Dybienki była biegaczka Zinaida Jerutina, jednak małżeństwo to trwało bardzo krótko. Po rozwodzie z Jerutiną Dybienko poślubił nauczycielkę Zinaidę Karpową. Walentina Stiefanowska-Siediakina została aresztowana i rozstrzelana podczas wielkiego terroru, natomiast Zinaida Dybienko, jako „członek rodziny wroga ludu”, została skazana na pięć lat więzienia, a następnie skierowana do obozu.
Autor wspomnień Iz niedr carskogo fłota k Wielikomu Oktiabrju, uważanych przez historyków za mało wiarygodne.

## Upamiętnienie
Do okresu „wielkiego terroru” Dybienko był w ZSRR jednym z najsłynniejszych, owianych legendą czerwonych dowódców okresu wojny domowej.
Imieniem Dybienki nazwano następnie ulice m.in. w Moskwie, Samarze i Petersburgu, gdzie jego imię nosi również most nad rzeką Okkerwil. W Symferopolu oprócz ulicy Dybienki znajduje się jego pomnik, upamiętniający jego udział w zdobyciu Krymu przez bolszewików w 1919 r.